# Хасидизъм
Хасидизмът (на иврит: חסידות – набожен, благочестив) е юдейско пиетистично движение.
Началото на движението поставя равинът Баал Шем Тов през 18 век. То получава широко разпространение в Жечпосполита, т.е. в Полша и Литва, както и в прилежащи райони. Хасидите, последователите на движението, приемат за месия Шабатай Цви.

## Разпространение
След Втората световна война оцелели след холокоста хасиди масово емигрират във Великобритания, САЩ и Израел.

## Цел и същност
Целта на движението е да се възстанови благочестивото духовно преклонение пред бога и близостта с всевишния. Според хасидите бог присъства в целия човек и той според проповедите изпитва радост от това присъствие, граничещо с физическа близост. Хасидите отхвърлят мрачните аскетични настроения и се отдават на екстатични танци и песни съпровождащи мистичното възвисяване. Харизматичното духовно лидерство се предава от един на друг цадик (праведник). Мистично настроените хасиди считат за осветено своето духовно учителство, а това не винаги е в съзвучие с официалния авторитет на равините.